# 帕斯卡尔·布吕克内
帕斯卡尔·布吕克内（法語：[bʁyknɛʁ]，1948年12月15日—）是一位法国作家，毕业于巴黎第七大学，1997年获勒诺多文学奖。

## 代表作
- 《神嬰》（Le divin enfant，1992年）
- 《无辜的意图》（La Tentation de l’innocence，1995年）
- 《盗美贼》（Les Voleurs de beauté，1997年）
- 《幸福书 : 追求生命中的永恒喜悦》（L'Euphorie perpétuelle: essais sur le devoir de bonheur，2000年）
- 《悔罪之暴政：试论西方受虐癖》（La tyrannie de la pénitence，2006年）
- 《爱的悖论》（Le paradoxe amoureux，2009年）
- 《好儿子》（Un bon fils，2014年）
- 《金钱的智慧》（La Sagesse de l'argent，2016年）
- 《生命的间奏：长寿的智慧》（Une brève éternité: philosophie de la longévité，2019年）